# Cúmulo globular M75
Messier 75 (también conocido como M75 or NGC 6864) es un cúmulo globular en la constelación de Sagitario. Fue descubierta por Pierre Méchain en 1780 e incluida en el catálogo de Charles Messier de objetos ese mismo año.
El M75 está a una distancia de unos 67 500 años luz desde la Tierra y su tamaño aparente en el cielo se traduce a un radio real de unos 67 años luz. Está clasificado como clase I, significando que es uno de los cúmulos globulares  conocidos más densamente concentrados. La magnitud absoluta del M75 es de unos -8.5 o más de 180.000 veces la luminosidad del Sol.